# Virginie Pouchain
Virginie Pouchain (Saint-Montan, 1980) è una cantante francese.
Ha rappresentato la Francia all'Eurovision Song Contest 2006 con il brano Il était temps.

## Biografia
Parrucchiera di professione, Virginie Pouchain è salita alla ribalta il 14 marzo 2006 con la sua partecipazione a Et si c'était vous?, la selezione del rappresentante francese per l'Eurovision, cantando Vous, c'est nous e venendo incoronata vincitrice dalla giuria e dal televoto. In seguito ad una cattiva accoglienza della canzone da parte dei media nazionali, l'autore Corneille ha scritto un pezzo nuovo, Il était temps, da presentare al contest. Nella finale dell'Eurovision Song Contest 2006, che si è tenuta il successivo 20 maggio ad Atene, si è piazzata al 22º posto su 24 partecipanti con 5 punti totalizzati. Il suo singolo ha raggiunto la 56ª posizione nella classifica francese.

## Discografia

### Singoli
- 2006 – Il était temps